# Michael Fellner

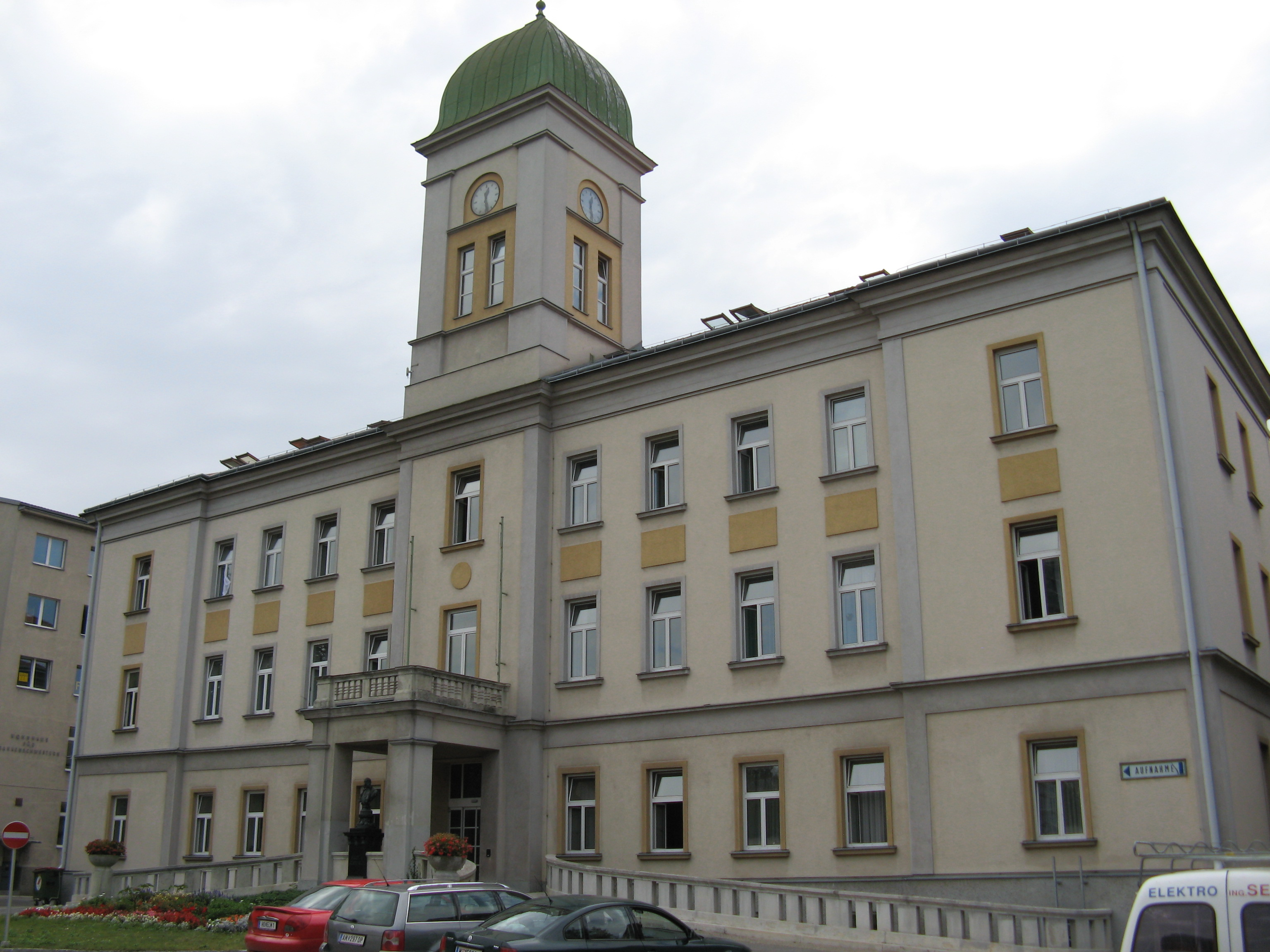
Kaiser-Franz-Joseph-Spital, von Michael Fellner

Michael Ignaz Fellner (* 26. September 1841 in Weinhaus; † 18. März 1912 in Wien) war ein österreichischer Architekt.

## Leben
Michael Fellner wurde als Sohn eines Oberlehrers geboren. Er studierte an der Technischen Hochschule Wien von 1858 bis 1861 und an der Akademie der bildenden Künste Wien bei Eduard van der Nüll und August Sicard von Sicardsburg. Praxisjahre absolvierte er bei Heinrich von Ferstel. Fellner wurde Architekt und Ingenieur im Innenministerium, später Oberingenieur und dann Leiter des Hochbau-Departements der Niederösterreichischen Statthalterei, wodurch er diverse öffentliche Bauvorhaben leitete. Für seine Verdienste um den Spitalsbau erhielt er 1889 den Franz-Joseph-Orden. Fellner starb nach langer, schwerer Krankheit und wurde auf dem Gersthofer Friedhof bestattet.
Er war mit Josepha Friederike Landtmann (1845–1928), Schwester von Franz Landtmann, verheiratet und hatte drei Kinder (Karl, Jurist; Michael, Forstverwalter; und Marie).

## Bedeutung

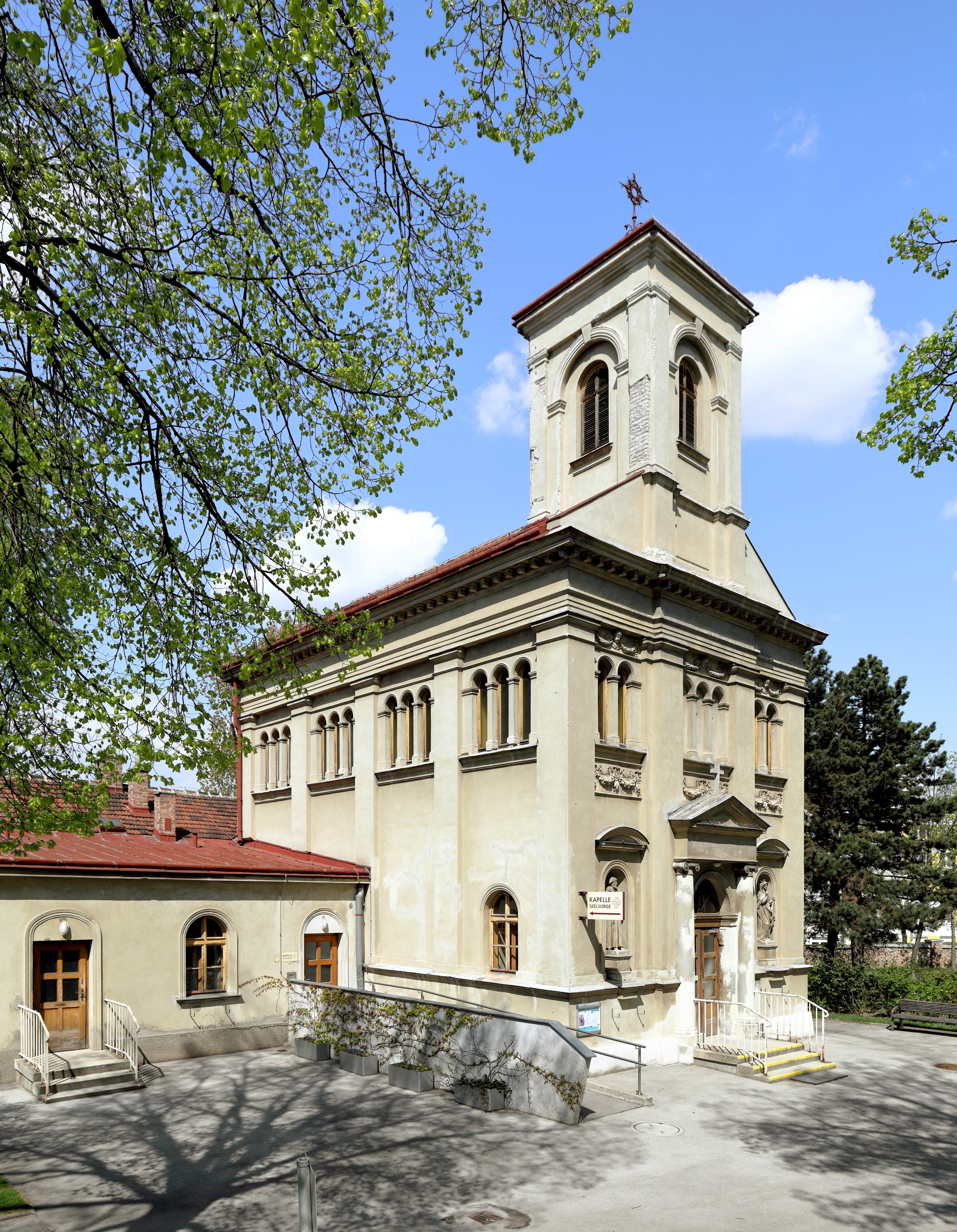
Spitalskapelle des Kaiser-Franz-Joseph-Spitals

Obwohl Fellner im Zuge seiner beruflichen Tätigkeit mehrere öffentliche Bauten leitete, ist er als planender Architekt hauptsächlich durch die Errichtung des Franz-Joseph-Spitals fassbar. Fellner schuf dabei die äußere Gestaltung der in Pavillonbauweise errichteten Spitalsbauten, deren innere Konzeption von Karl Böhm stammte. Fellner entschied sich für schlichte Neorenaissanceformen, in denen die einzelnen Pavillons, die Administrationsgebäude, eine Badeanstalt, Küchengebäude und Kirche gestaltet wurden. Fellner realisierte damit einen der größten Spitalskomplexe der damaligen Österreichisch-Ungarischen Monarchie. Wegen starker Zerstörungen im Zweiten Weltkrieg ist die ursprüngliche Form heute nur mehr teilweise sichtbar.

## Auszeichnung
Ritterkreuz des Franz Josef Ordens

## Werke
- Franz-Joseph-Spital, Kundratstraße 3, Wien 10 (1887–1892)
- heutiges Schopenhauer Realgymnasium, Schopenhauerstrasse 49, Wien 18 (1885)
- Leitung der Restaurierungsarbeiten der Karlskirche, Wien 4 (ab 1903)